# أوليفر روبنسون
أوليفر روبنسون (13 مارس 1960 في الولايات المتحدة - ) (بالإنجليزية: Oliver Robinson)‏ هو سياسي ولاعب كرة سلة أمريكي في مركز مدافع مسدد الهدف. لعب مع سان أنطونيو سبرز.

## وصلات خارجية
- أوليفر روبنسون على موقع إن بي أي (الإنجليزية)
- أوليفر روبنسون على موقع سبورتس رفرنس (الإنجليزية)
- أوليفر روبنسون على موقع كلية كرة السلة في سبورتس رفرنس.كوم (الإنجليزية)
- أوليفر روبنسون على موقع ريلجم (الإنجليزية)
- أوليفر روبنسون على موقع بروبوليرز (الإنجليزية)